# Chevrolet Uplander
Uplander je veliki jednovolumen kojeg proizvodi General Motors, a isključivo na sjevernoameričkom tržištu od 2005. godine prodaje marka Chevrolet.
Izgrađen je na istoj platformi i izgledom gotovo identičan modelima Buick Terraza, Pontiac Montana i Saturn Relay, a u tvrtkinoj ponudi je zamijenio model Venture. Proizvodi se u blizini Atlante u saveznoj državi Georgiji, a pokreće ga 3.5-litreni V6 motor s 200 KS.